# 尹雪曼
尹雪曼（1918年3月15日—2008年2月23日），河南汲縣人，中華民國記者、小說家、文學評論家、台灣省政府、教育部官員。

## 生平
西北大學法學士、美國密蘇里大學新聞學院文學碩士畢業。曾任《益世報》、《民國日報》、《西京平報》、《香港時報》、《香港工商日報》、《臺灣新聞報》、《中華日報》記者、重慶《新蜀夜報》副刊主編、《臺灣新生報》南部版採訪主任、副刊主編、副總編輯。先後執教於成功大學、中國文化大學、政治作戰學校、臺灣藝術專科學校、世界新專等校。歷任臺灣省教育廳祕書、臺灣省電影製片廠主任祕書、教育部文化局第二處處長、行政院國軍退輔會參事，並兼任該會榮光周刊社社長16年、中華民國青溪新文藝學會理事長、中華民國作家藝術家聯盟會長。
1953年初，和王書川、駱學良共創出版文藝書刊的「新創作出版社」。1959年冬，與王書川、陸震廷等人開始「中國文藝協會南部分會」文藝活動。曾獲中華文藝獎金委員會五四獎金、中山文藝獎、教育部學術文藝獎、中國大陸《瞭望》周刊「寶島在我心中」徵文特別獎等獎項。
創作文類有論述、散文、小說、傳記等。1934年於天津《大公報》發表第一篇小說〈二憨子〉；抗戰期間，以報導文學的形式刻畫社會戰亂；來臺後風格轉向，轉為具有戰鬥意識和針砭時代社會風。如《海外夢迴錄》描繪1960年代台灣海外學子，被譽為最早的一部「留學生文學」台灣作品。論述以文學理論、文藝史、小說研究為主，如著《中國新文學史論》，並主持《中華民國文藝史》編纂工作，將中國大陸1920、1930年代現代文學作家及其作品，於臺灣的官方文獻中正式介紹，貢獻頗多的中國現代文學以及1960年代文藝史料研究。
2008年，病逝家中。

## 作品
- 《戰爭與春天》，1943年6月
- 《小城風味》，1953年6月
- 《彩虹》，1955年6月
- 《咾咕島》，1956年1月
- 《尹雪曼自選集》，1958年8月
- 《苦酒》，1959年8月
- 《伙伴》，1960年4月
- 《遲升的月亮》，1960年8月
- 《橋》，1963年8月
- 《海外夢迴錄──臺灣人在紐約》，1966年1月
- 《留美外記》，1968年2月
- 《中國人在美國》，1969年11月
- 《陽光照在屋脊上》，1970年6月
- 《二十年來我國的文藝工作》，1971年2月
- 《西園書簡》，1972年10月
- 《不自私的糊塗》，1973年3月
- 《現代文學與新存在主義》，1975年10月
- 《午夜的玄想》，1975年12月
- 《中國文學概論》，1975年12月
- 《十七歲．十七歲．十七歲》，1975年4月
- 《泛論文學與寫作》，1975年4月
- 《歷史的鏡子》，1977年5月
- 《情與思》，1979年12月
- 《西是西東是東》，1979年6月
- 《五四時代的小說作家和作品》，1980年5月
- 《鼎盛時期的新小說》，1980年6月
- 《抗戰時期的現代小說》，1980年7月
- 《多少重樓舊事》，1982年10月
- 《閒話天下》，1983年8月
- 《中國新文學史論》，1983年9月
- 《中國現代文學的桃花源》，1984年10月
- 《從古典出發》，1984年8月
- 《月亮不再圓》，1985年9月
- 《二憨子》，1986年12月
- 《軍學權輿──蔣百里傳》，1988年6月
- 《臺北屋簷下》，1990年11月
- 《戰場經營啟示錄》，1990年5月
- 《變調的結婚進行曲》，1995年10月》，2003年12月
- 《尹雪曼的文學世界之三．文情與哲思
- 《尹雪曼的文學世界之一．回頭迢遞便數驛》，2003年8月
- 《尹雪曼的文學世界之二．智慧的花朵》，2003年9月
- 《尹雪曼的文學世界之四．行旅人的告白》，2006年2月
- 《尹雪曼的文學世界之五．文藝二三事》，2006年3月

### 註腳
1. 1 2 3 4  . 台灣文學網.   [2015-03-20]. （原始内容存档于2015-04-02） （中文（臺灣））.
2. 1 2  石育民.  (PDF). .   [2024-11-18]. （原始内容存档 (PDF)于2025-04-23）.
3. ↑  羅智華. . 國立中央大學新聞網. 2008-03-27. （原始内容存档于2025-04-23）.
4. ↑  周旻樺. . 人間福報. 2008-02-27.
5. ↑  . 作品目錄.   [2015-03-20]. （原始内容存档于2015-04-02） （中文（臺灣））.

### 文獻
- 顧敏耀.  (PDF). 東海大學圖書館館刊: 17-25.
- 王志健.  (PDF). 文訊雜誌. 1989-04, (革新3(42)): 94-96  [2024-11-18]. （原始内容存档 (PDF)于2022-07-08）.